# Championnats d'Europe d'aviron 1950
Navigation
Édition précédente Édition suivante
Les championnats d'Europe d'aviron 1950, quarante-et-unième édition des championnats d'Europe d'aviron, ont lieu en 1950 à Milan, en Italie.

## Podiums

### Hommes
| Épreuves             | Or | Argent | Bronze |
| -------------------- | --- | --- | --- |
| Skiff M1x            | Erik Larsen (DEN) | Tom Neumeier (NED) | Thomas Keller (SUI) |
| Deux de pointe M2-   | Suisse Hans Kalt Kurt Schmid | Italie Erio Bettega Nicolo Simone | Belgique Charles Van Antwerpen Jos Rosa |
| Deux de couple M2x   | Danemark Ebbe Parsner Aage Larsen | Italie Antonio Balossi Lodovico Sommaruga | Suisse Arnoldo Gianella Ilvo Prosperi |
| Deux barré M2+       | Italie Giuseppe Ramani Aldo Tarlao Luciano Marion (barreur) | Suisse Alex Siebenhaar Walter Lüchinger Walter Ludin (barreur) | Belgique Eugeen Jacobs Hippolyte Mattelé Cyrille Proost (barreur)                                                                                       |
| Quatre de pointe M4- | Italie Giuseppe Moioli Elio Morille Giovanni Invernizzi Franco Faggi                                                                                                 | Danemark Ib Nielsen Georg Nielsen Børge Hougaard Holger Larsen | Suisse Gaston Sermier Bernard Guex Marcel Giddey Claude Brélaz                                                                                          |
| Quatre barré M4+     | Danemark Niels Kristensen Ove Nielsen Peter Hansen Bent Blach Petersen Eivin Kristensen (barreur)                                                                    | Italie Romeo Santin Amadeo Scarpi Marcello Basso Albino Trevisan Giovanni Vorano (barreur)                                                                              | Pays-Bas Gijsbertus Dutry van Haeften Rudolphus Johannes van Geuns Gerhard van Olden Willem Algie Wilhelm Engelbrecht (barreur)                         |
| Huit M8+             | Italie Angelo Fioretti Pietro Sessa Fortunato Maninetti Bonifacio De Bortoli Mario de Bortoli Uberto Urbani Mario Chicco Luigi Gandini Alessandro Bardelli (barreur) | Danemark Jörgen Carlsen Ib Höjfang Henry Skovgaard Otto Prior-Buse Poul Martin Poulsen Aksel Bonde Helge Muxoll Schrøder Jörn Kjeldsen S. A. Langberg Nielsen (barreur) | Grande-Bretagne J. L. M. Crick Brian Lloyd Alistair MacLeod William Windham R. K. Hayward James Crowden David Macklin Harry Almond R. J. Blow (barreur) |